# Rochelle Humes
Rochelle Humes (née Rochelle Eulah Eileen Wiseman le 21 mars 1989 à Barking, dans le Grand Londres, en Angleterre) est une chanteuse, auteur-compositrice-interprète, danseuse et animatrice anglaise. Elle est surtout connue pour être membre du groupe pop anglais The Saturdays depuis 2007.

## Biographie
Née à Barking dans le Grand Londres en Angleterre, Rochelle est la fille de Roz Wiseman et la nièce de l'ancien footballeur international anglais, Paul Ince. Ses parents se séparent lorsqu'elle a trois ans et, depuis, elle n'a plus revu son père. Elle est d'ascendance sierra-leonaise et norvégienne. Elle fréquente la Coopers' Company and Coborn School à Havering et aussi à la Colin's Performing Arts School.

## Carrière

### 2001-2005: S Club 8
Les S Club 8, connu au début sous le pseudonyme des S Club Juniors, se forment en 2001 à travers une émission de télé appelée S Club Search. Les auditions sont diffusées sur la chaîne CBBC. La performance des S Club Juniors est alors considérée comme un succès et la maison de disques qui s'occupe du groupe S Club 7 décide de prendre le groupe en main.

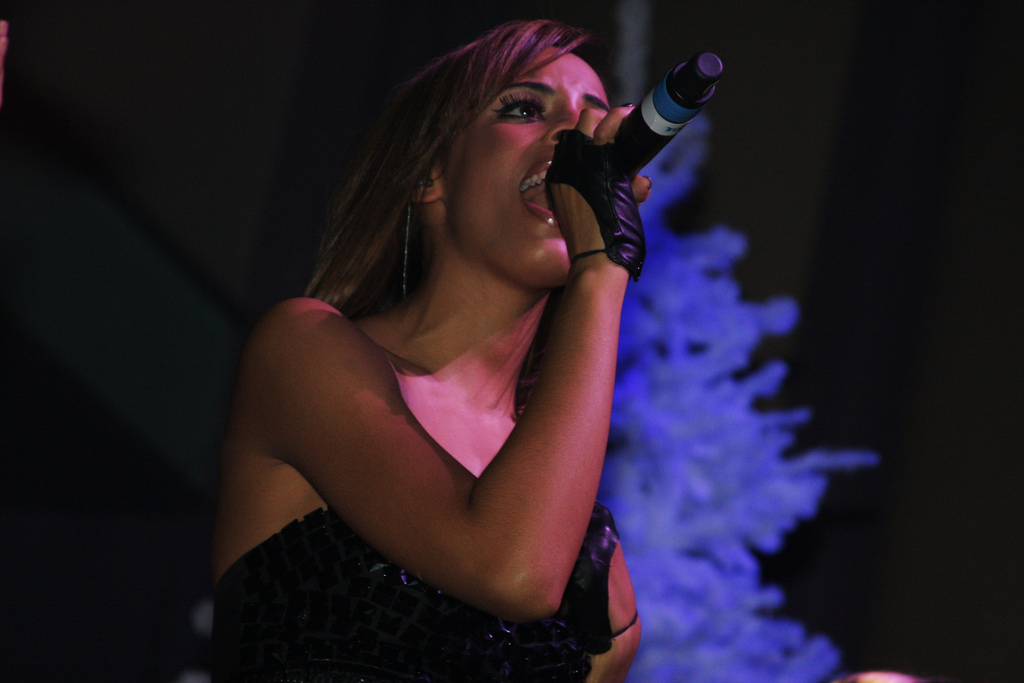
Rochelle Humes en concert en décembre 2009.

À la fin de leur première tournée, le groupe signe avec le label Polydor. Leur premier single est One Step Closer, dont la promotion est faite grâce à leur émission de télé S Club Junior: The Story. Le deuxième single est Automatic High dont le clip est tourné en Espagne. Sorti le 22 juillet 2002, le single est placé deuxième aux charts anglais après s'être vendu à plus de 52 000 copies la première semaine après sa sortie. Leur troisième single, New Direction, sort le 7 octobre 2002 et se vend à plus de 55 000 copies la première semaine après sa sortie. Leur premier album intitulé Together sort le 21 octobre 2002 et se vend à plus de 40 000 copies la première semaine après sa sortie. Le 9 décembre 2002, le groupe sort son quatrième single intitulé Puppy Love/Sleigh Ride ; il se vend à plus de 85 000 copies la première semaine après sa sortie.
En janvier 2003, le groupe commence à travailler sur le projet d'un deuxième album mais Polydor voulait un changement complet pour le groupe qui a connu un grand succès grâce à leur premier album. Le groupe se fait alors appeler désormais S Club 8. Après avoir sorti deux singles ; Fool No More et Sundown, le groupe sorte leur deuxième album intitulé Sundown le 13 octobre 2003, mais contrairement au premier album, celui-ci connaît un échec.
Après être apparu dans plusieurs émissions de télévision, le groupe se sépare en début d'année 2005.

### 2007-Présent: The Saturdays
Depuis 2007, Rochelle fait partie du groupe anglais The Saturdays dont les autres membres sont : Una Healy, Mollie King, Vanessa White et Frankie Sandford (ancienne membre du groupe S Club 8). À leur effigie, elles ont huit singles et trois albums en tête du Top 10,. Le girl group sort son premier single intitulé If This Is Love en juillet 2008 et il est à la huitième place au Royaume-Uni. Elles sortent ensuite un deuxième single intitulé Up qui est à la cinquième place au Royaume-Uni. Plus tard, le single Up est certifié disque de platine. Le 27 octobre 2008, elles sortent leur premier album intitulé Chasing Lights. Il arrive à la neuvième place dans les charts au Royaume-Uni et, selon le British Phonographic Industry, il est certifié disque de platine. Elles sortent alors un troisième single intitulé Issues - qui est également certifié platine. Par la suite, The Saturdays enregistrent une nouvelle version de la chanson Just Can't Get Enough du groupe Depeche Mode. Le single arrive en seconde position dans les charts du Royaume-Uni ; derrière Right Round de Flo Rida. Le cinquième et dernier single (pour l'album Chasing Lights) intitulé Work sort en juin 2009 et est le premier single du groupe à échouer dans le Top 20. Plus tard, le girl group part en tournée, le « Work Tour ».
En octobre 2009, le groupe sort un deuxième album intitulé Wordshaker – qui est à la neuvième position et qui est certifié platine par le British Phonographic Industry. Le premier single de l'album est Forever Is Over qui se place à la seconde place dans les charts. En début d'année 2010, elles sortent le deuxième et dernier single intitulé Ego – qui arrive à la neuvième place.
Dans l'été 2010, elles sortent un mini-album intitulé Headlines! qui se place à la troisième place dans les charts au Royaume-Uni et à la dixième place en Irlande. Leur huitième single est Missing You - placé en troisième place au Royaume-Uni et sixième en Irlande. Le deuxième single de ce mini-album est Higher sur lequel le rappeur américain, Flo Rida, leur propose une collaboration. Les cinq filles sortent un troisième album intitulé On Your Radar – qui reçoit des critiques négatives et qui est placé à la 23e place dans les charts. Pour cet album, elles sortent trois singles ; All Fired Up, Notorious et My Heart Takes Over. En décembre 2011, The Saturdays partent en tournée, le « All Fired Up Tour ».
En 2012, le groupe commence à travailler sur leur quatrième album. En mai 2012, elles sortent un premier single intitulé 30 Days. Il est ensuite annoncé que le groupe a signé un contrat avec les labels Def Jam et Mercury Records afin de sortir leur musique aux États-Unis. En mai 2013, le groupe sort un deuxième single intitulé Gentleman. 

## Vie privée
Depuis 2010, Rochelle Humes partage la vie du chanteur et animateur de radio anglais Marvin Humes, qu'elle épouse le 27 juillet 2012 au palais de Blenheim. Le couple a trois enfants : Alaia-Mai Humes (née le 20 mai 2013), Valentina Raine Humes (née le 10 mars 2017) et Blake Hampton Humes (né le 9 octobre 2020).